# Coatesville (Indiana)
Coatesville és una població dels Estats Units a l'estat d'Indiana. Segons el cens del 2000 tenia 516 habitants.

## Demografia
Segons el cens del 2000, Coatesville tenia 516 habitants, 185 habitatges, i 145 famílies. La densitat de població era de 301,9 habitants per km².
Dels 185 habitatges en un 42,2% hi vivien nens de menys de 18 anys, en un 64,9% hi vivien parelles casades, en un 9,2% dones solteres, i en un 21,6% no eren unitats familiars. En el 19,5% dels habitatges hi vivien persones soles el 9,2% de les quals corresponia a persones de 65 anys o més que vivien soles. El nombre mitjà de persones vivint en cada habitatge era de 2,79 i el nombre mitjà de persones que vivien en cada família era de 3,21.
Per edats la població es repartia de la següent manera: un 32% tenia menys de 18 anys, un 9,3% entre 18 i 24, un 30,8% entre 25 i 44, un 18,4% de 45 a 60 i un 9,5% 65 anys o més.
L'edat mediana era de 31 anys. Per cada 100 dones de 18 o més anys hi havia 84,7 homes.
La renda mediana per habitatge era de 40.357$ i la renda mediana per família de 47.000$. Els homes tenien una renda mediana de 31.842$ mentre que les dones 23.750$. La renda per capita de la població era de 15.387$. Entorn del 3% de les famílies i el 4,2% de la població estaven per davall del llindar de pobresa.

## Poblacions més properes
El següent diagrama mostra les poblacions més properes.